# Козеґлови (Познанський повіт)
Козеґлови (пол. Koziegłowy, нім. Ziegenhagen) — село в Польщі, у гміні Червонак Познанського повіту Великопольського воєводства.
Населення — 11 878 осіб (2011).

## Демографія
Демографічна структура станом на 31 березня 2011 року:
|          | Загалом | Допрацездатний вік | Працездатний вік | Постпрацездатний вік |
| -------- | ------- | ------------------ | ---------------- | -------------------- |
| Чоловіки | 5758    | 1205               | 4333             | 220                  |
| Жінки    | 6120    | 1102               | 4417             | 601                  |
| Разом    | 11878   | 2307               | 8750             | 821                  |